# Rheinaue Binsheim
Koordinaten: 51° 30′ 55″ N, 6° 42′ 21″ O

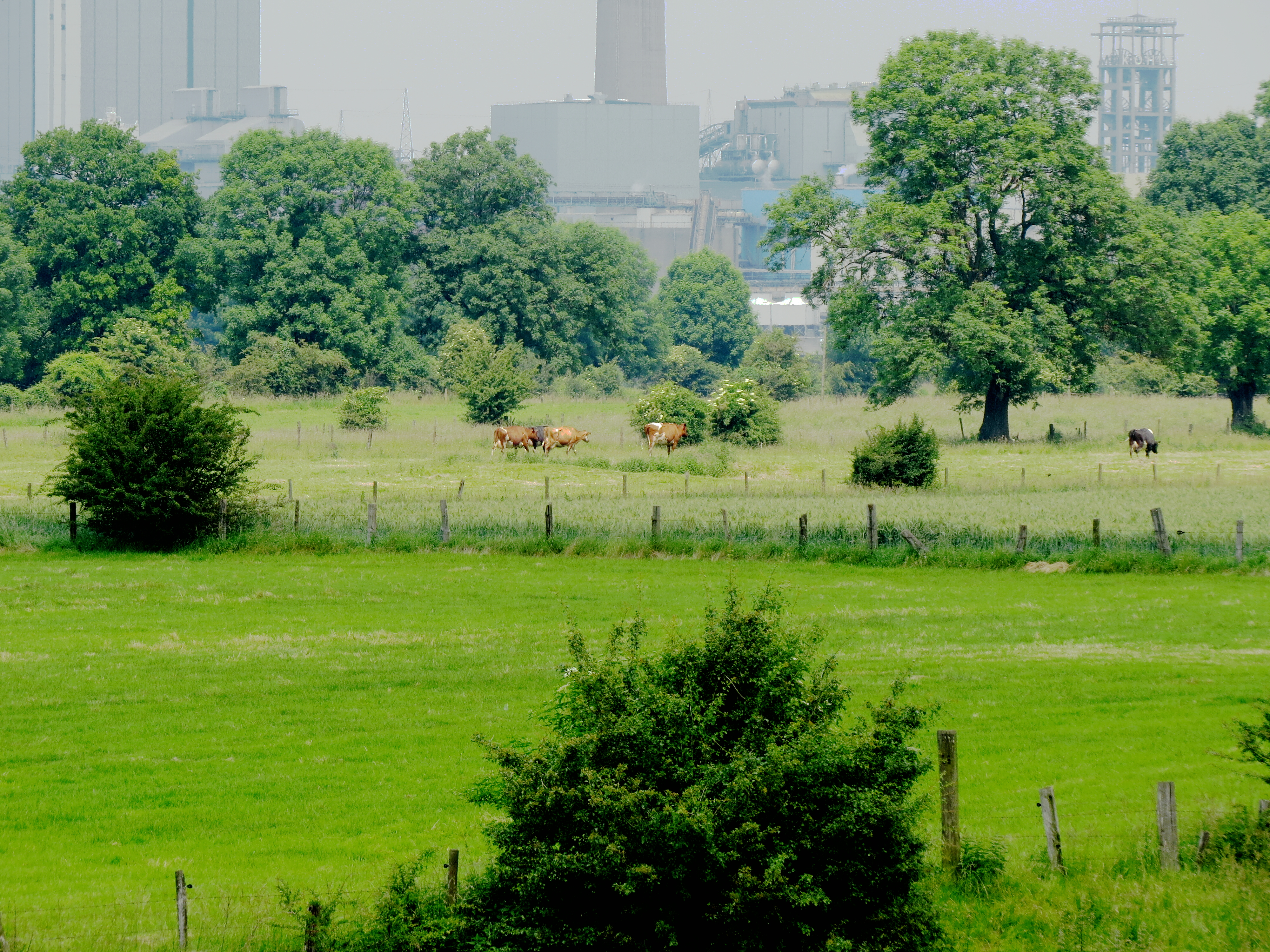
Naturschutzgebiet Rheinaue Binsheim (Juni 2014)

Das Naturschutzgebiet Rheinaue Binsheim liegt auf dem Gebiet der kreisfreien Stadt Duisburg in Nordrhein-Westfalen. Das Gebiet erstreckt sich nordwestlich der Kernstadt von Duisburg, südöstlich von Rheinberg und östlich und nordöstlich von Baerl entlang des westlich fließenden Rheins. Westlich des Gebietes verläuft die Landesstraße L 475.

## Bedeutung
Das 190,9 ha große Gebiet wurde im Jahr 1989 unter der Schlüsselnummer DU-003 unter Naturschutz gestellt. Schutzziele sind die Erhaltung und Herstellung von Lebensgemeinschaften und Lebensstätten bestimmter wildlebender Pflanzen und wildlebender Tierarten, wegen der Bedeutung des Grünlandes, der Hecken und der Flussufer als Brut-, Nahrungs-, Rast- und Überwinterungsgebiet für zahlreiche, auch seltene und gefährdete Vogelarten sowie als Lebensraum für Amphibien, und wegen der Seltenheit, besonderen Eigenart und hervorragenden Schönheit der Fläche.